# Tecodontosaure
El tecodontosaure (Thecodontosaurus) és un gènere de dinosaure herbívor que va viure al Triàsic superior (Norià i/o Retià). Se n'han trobat restes fòssils al sud d'Anglaterra i Gal·les. De mitjana, feia 1,2 metres de longitud, 30 centímetres d'alçada i feia un pes d'uns 11 kg.